# Nationalfriedhof Arlington

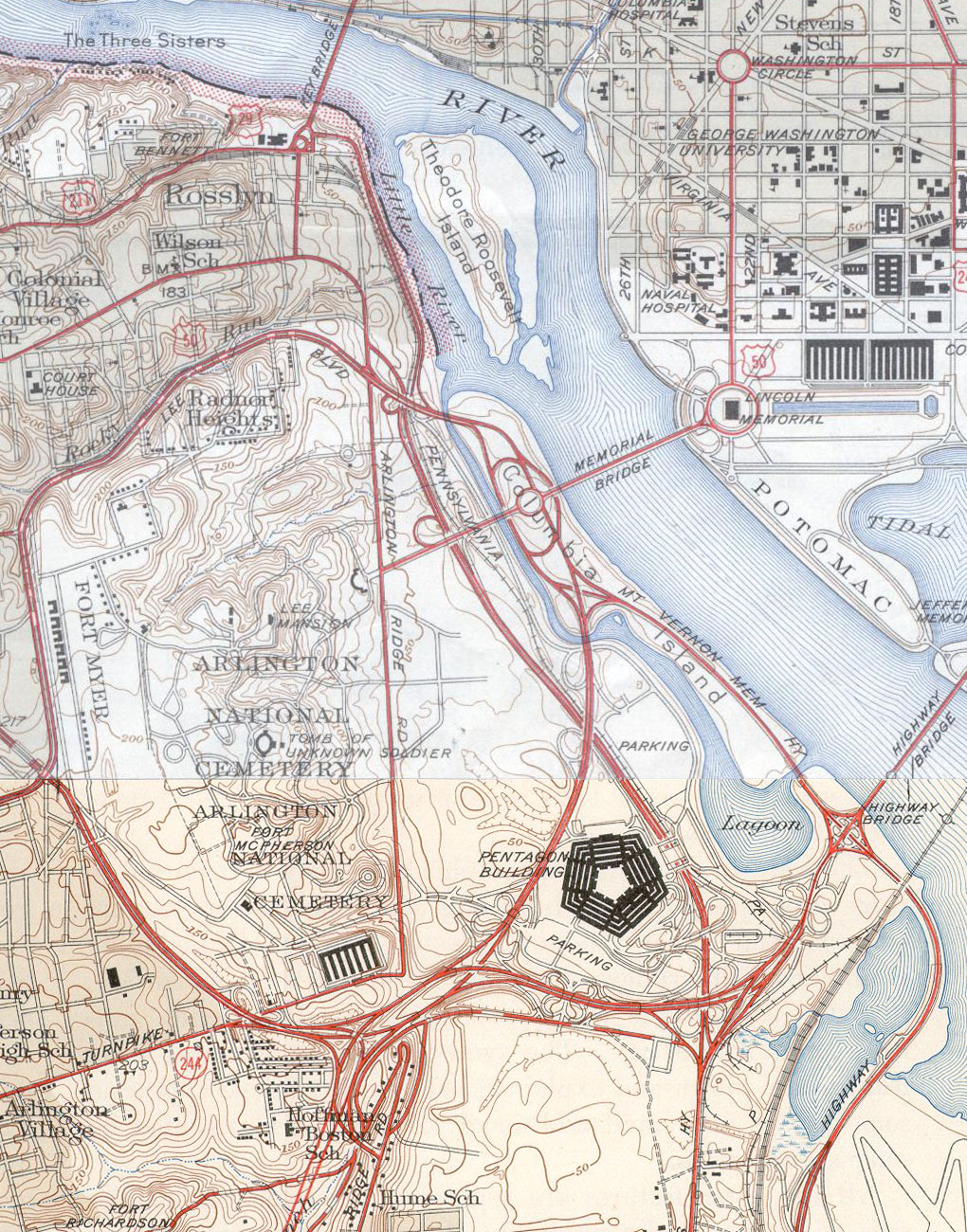
Karte des Friedhofs aus dem Jahre 1945

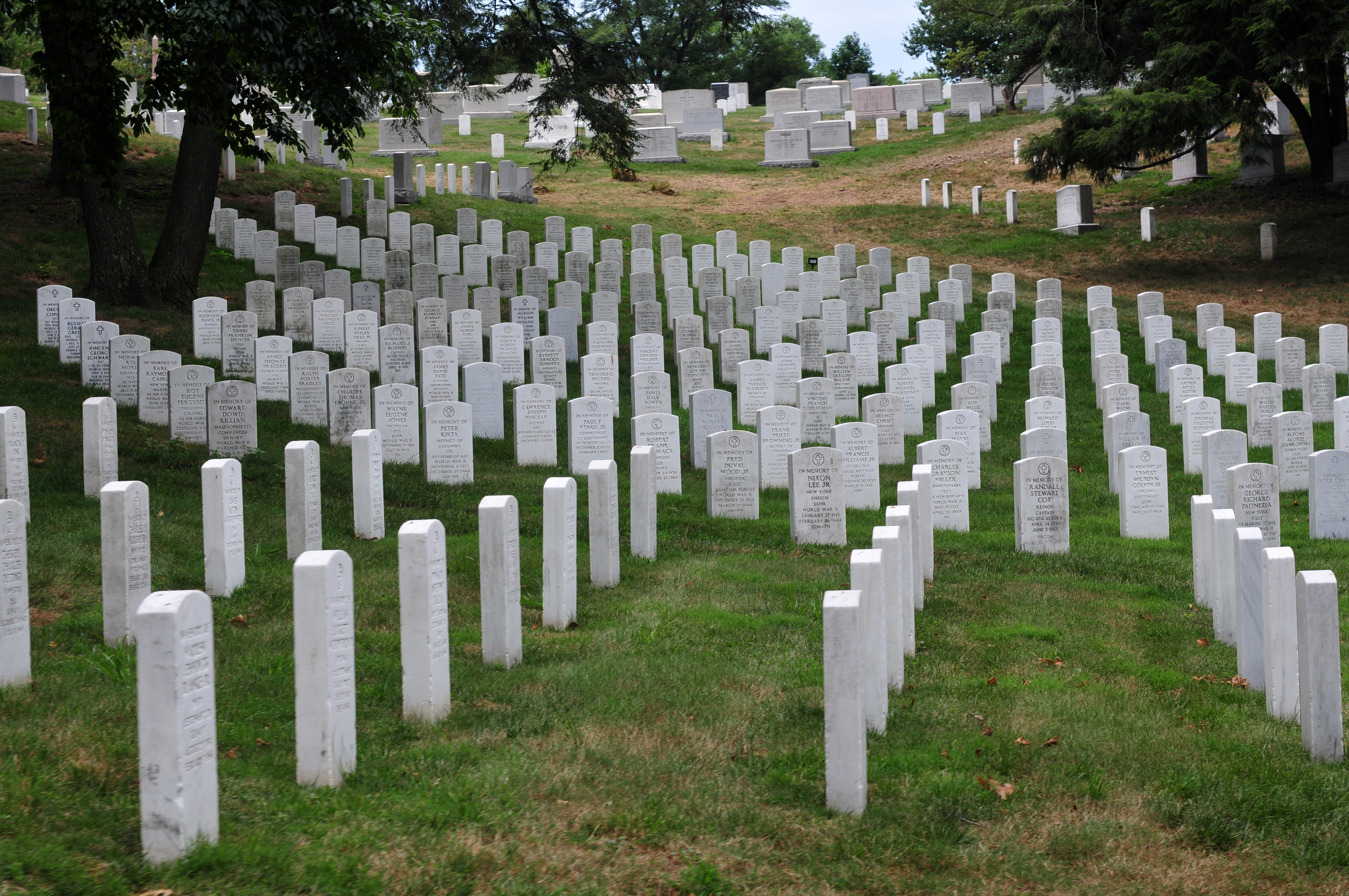
Typische Gräber in der hügeligen Parklandschaft

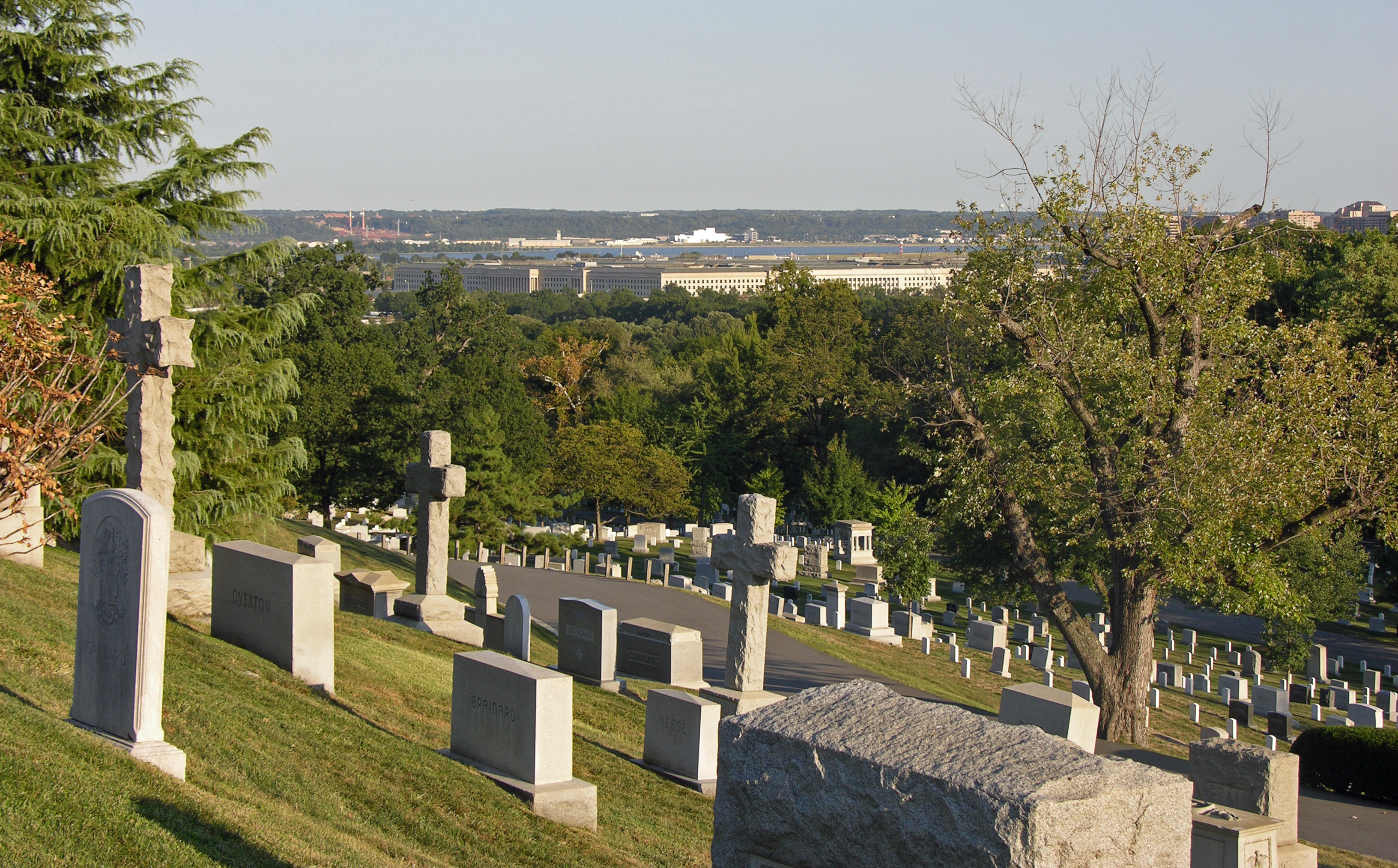
Blick auf den Friedhof und das Pentagon im Hintergrund

Der Nationalfriedhof Arlington (englisch Arlington National Cemetery) ist einer der 147 Nationalfriedhöfe in den Vereinigten Staaten. Er liegt in Arlington im Bundesstaat Virginia unmittelbar südwestlich der Bundeshauptstadt Washington, D.C., von der er durch den Potomac River getrennt wird. Im Südosten grenzt er an das Gelände des Pentagons.
Der Friedhof wurde 1864 während des Sezessionskrieges errichtet. Jährlich finden hier knapp 5400 Beerdigungen statt. Mit über 260.000 Gräbern seit seinem Bestehen ist der Nationalfriedhof in Arlington – nach dem Calverton-Nationalfriedhof in New York – der zweitgrößte Friedhof der USA. Das ca. 252 ha große Areal wird wie der United States Soldiers’ and Airmen’s Home National Cemetery in Washington D.C. vom Heeresministerium verwaltet, während die meisten anderen Nationalfriedhöfe vom Kriegsveteranenministerium und vom National Park Service betreut werden.
Auf diesem Friedhof wurden bisher drei Staatsbegräbnisse abgehalten, für die Präsidenten William Howard Taft (1930) und John F. Kennedy (1963) sowie für General John J. Pershing (1948).

## Geschichte

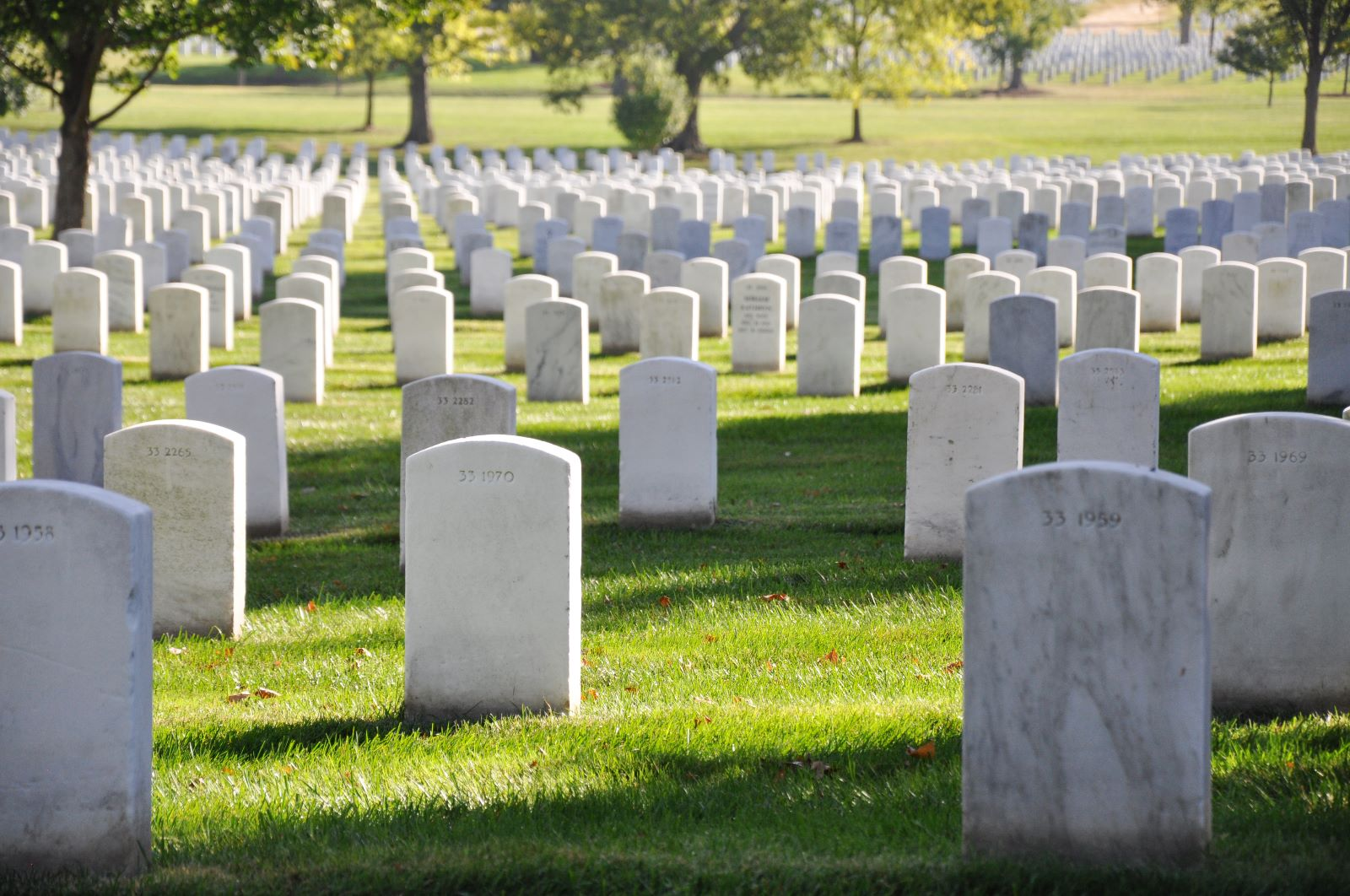
Typisch gleichförmiges Gräberfeld auf dem Nationalfriedhof in Arlington

Traditionell wurden Soldatenfriedhöfe von den jeweiligen Feldherren errichtet, um ihre gefallenen Soldaten zu ehren. In den Jahren des Sezessionskrieges spielten sich viele militärische Operationen zwischen den jeweiligen Hauptstädten Washington D.C. und Richmond, Virginia ab, die nur zirka 172 km voneinander entfernt liegen. Da die Krankenhäuser und provisorischen Friedhöfe aufgrund der hohen Opferzahlen überfüllt waren, schlug Generalquartiermeister Montgomery Meigs vor, das knapp 80 Hektar große, unweit von Washington gelegene Anwesen von General Robert E. Lees Familie in einen Friedhof umzuwandeln. Lee war vor dem Krieg Offizier (West-Point-Abschlussjahrgang 1829) in der Unionsarmee gewesen. Als der Sezessionskrieg ausbrach, erhielt er vom Präsidenten Abraham Lincoln das Angebot, das Kommando der Potomac-Armee zu übernehmen. Da er jedoch seinem Heimatbundesstaat Virginia verbunden war, wurde er Kommandeur der konföderierten Nord-Virginia-Armee und kämpfte von da an erfolgreich gegen die Union, bis er am 9. April 1865 bei Appomattox Court House kapitulieren musste. Aufgrund seiner Entscheidung gegen die Vereinigten Staaten galt Lee seither im Offizierskorps der Armee als unloyal, obwohl er hohe Achtung genoss. Nach der Enteignung Lees erklärte Kriegsminister Edwin M. Stanton das Gelände am 15. Juni 1864 offiziell zum Friedhof. Noch bevor er seine vertragliche Absicherung fand, wurden schon die ersten Bestattungen vorgenommen, bis Kriegsende annähernd 16.000.
1882 wurde nach langen Prozessen die Frage der Eigentümerschaft vor den Supreme Court gebracht. Der Gerichtshof entschied zu Gunsten der Familie Lee; der Kongress beschloss daher eine Entschädigung von 150.000 Dollar.
Am 27. Juli 2010 kam es zu einer Kongressanhörung, nachdem bekannt wurde, dass die Gräberverwaltung noch immer auf Karteikarten beruht und in sehr schlechtem Zustand sein soll. Teilweise wurden sie auch falsch transkribiert. Möglicherweise sind Tausende Gräber falsch bezeichnet.
Bei 211 Gräbern wurde dies bereits festgestellt. Darüber hinaus wurden namenlose Urnen auf einer Müllhalde gefunden. Ende 2010 fanden Forensiker zudem acht Urnen in einem einzelnen Grab, weswegen ein Ermittlungsverfahren eröffnet wurde. Das total veraltete Karteikartensystem wurde 2012 durch ein digitales Zuordnungssystem, beruhend auf Geosatelliten-Daten, für die aktuell (2019) 420.000 Gräber ersetzt.

## Beisetzungskriterien
Die Auswahl der Personen, die auf dem Nationalfriedhof Arlington zur letzten Ruhe gebettet werden dürfen, unterliegt den im Folgenden angeführten Kriterien:
- Jedes aktive Mitglied der Streitkräfte der Vereinigten Staaten, ausgenommen die in Ausbildung befindlichen.
- Jeder Veteran,
  - der ehrenhaft aus dem Dienst entlassen wurde,
  - der nach einer aktiven Dienstperiode in den Reservestand versetzt wurde, sofern er das 60. Lebensjahr erreicht hat und Bezieher eines Ruhegeldes war,
  - der bis zum 1. Oktober 1949 wegen Krankheitsgründen (Einstufung auf 30 % oder mehr Dienstunfähigkeit) ehrenhaft aus den Streitkräften entlassen wurde,
  - der während seiner Militärlaufbahn mit mindestens einem der folgenden Orden ausgezeichnet wurde:
    - Medal of Honor
    - Distinguished Service Cross, Navy Cross oder Air Force Cross
    - Defense Distinguished Service Medal, Army Distinguished Service Medal, Navy Distinguished Service Medal, Air Force Distinguished Service Medal, Coast Guard Distinguished Service Medal
    - Silver Star
    - Purple Heart
- Jeder Präsident der Vereinigten Staaten, unabhängig davon, ob während oder nach seiner Amtszeit verstorben.
- Mitglieder, die aktiv in den Streitkräften dienten und später folgende politische Ämter innehatten:
  - einen durch Wahlen erreichbaren Posten in der Regierung der Vereinigten Staaten,
  - Präsident und sonstige hochrangige Mitarbeiter des Obersten Gerichtshof der Vereinigten Staaten,
- nach dem 30. November 1993 verstorbene ehemalige Kriegsgefangene der Armee-, Marine- und Luftstreitkräfte, die nach ihrer Befreiung ihre reguläre Dienstzeit vollendeten,
- Witwen/Witwer von Angehörigen der Streitkräfte, die
  - auf See bestattet wurden oder offiziell als vermisst gelten,
  - auf einem Friedhof der American Battle Monuments Commission ihre letzte Ruhe fanden,
  - in einem Gruppengrab auf dem Nationalfriedhof Arlington begraben wurden,
- Kinder von in Arlington bestatteten Personen.

## Bekannte Grabmäler und Denkmäler

### Grabmal der Unbekannten

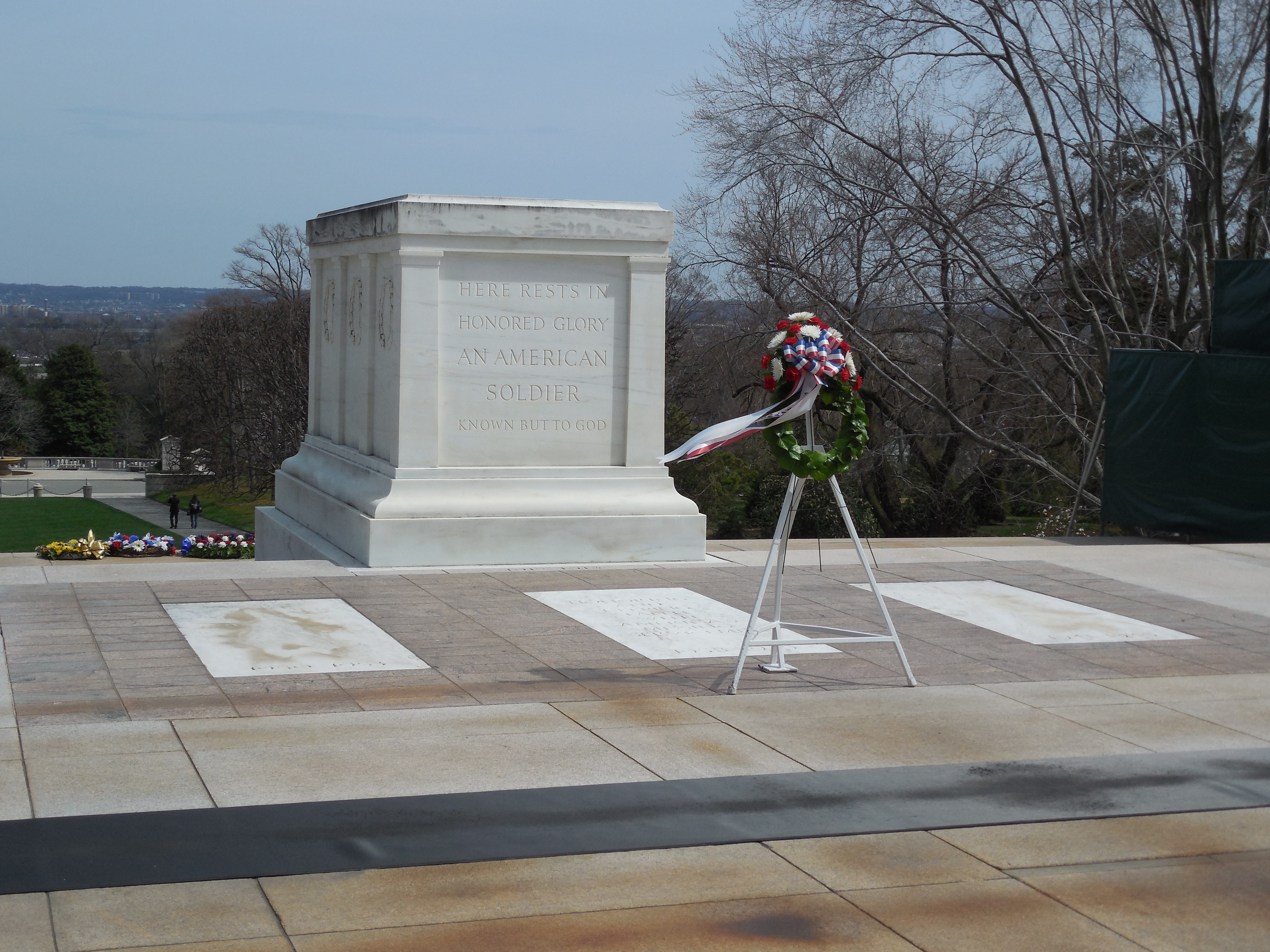
Der Unbekannte Soldat des Ersten Weltkriegs ruht unterhalb des weißen Sarkophags, der des Zweiten Weltkriegs im Vordergrund unterhalb der linken Marmorplatte, der des Koreakriegs rechts. Der als Michael Blassie identifizierte Unbekannte des Vietnamkriegs ruhte bis 1998 unter der mittleren Platte.

Das Grabmal der Unbekannten am Nationalfriedhof Arlington wird auch als Grabmal des unbekannten Soldaten bezeichnet und liegt auf einem Hügel oberhalb von Washington, D.C.
Diese Anlage besteht aus sieben Marmorblöcken mit einer Gesamtmasse von ca. 72 t. Der dabei verwendete sogenannte „Yule-Marmor“ aus dem Bundesstaat Colorado diente u. a. auch als Baumaterial für das Lincoln Memorial in Washington D.C. und das Equitable Building in New York City. Das Bauwerk wurde am 9. April 1932 fertiggestellt und kostete 48.000 Dollar. Ursprünglich als Grab des Unbekannten Soldaten bezeichnet, wurde es später in „Grabmal der Unbekannten“ umbenannt, da in der Folgezeit weitere Soldaten der letzten Kriege dort beigesetzt wurden:
- Unbekannter Soldat des Ersten Weltkrieges wurde am 11. November 1921 beigesetzt. Als nächster Verwandter, dem die auf dem Sarg ausgebreitete Nationalflagge zusammengefaltet überreicht wird, fungierte symbolisch der damalige Präsident Warren G. Harding.
- Unbekannter Soldat des Zweiten Weltkrieges, beigesetzt am 30. Mai 1958. Symbolischer „nächster Verwandter“ war Präsident Dwight D. Eisenhower.
- Die Beisetzung des Unbekannten Soldaten des Koreakrieges erfolgte am selben Tag nach der des Zweiten Weltkriegs. Hier war der damalige Vizepräsident Richard M. Nixon der symbolische „nächste Verwandte“.
- Unbekannter Soldat des Vietnamkrieges, beigesetzt am 28. Mai 1984. Symbolischer „nächster Verwandter“ war Präsident Ronald Reagan.

Auf Anordnung von Präsident Clinton wurden am 14. Mai 1998 die sterblichen Überreste des Unbekannten des Vietnamkriegs exhumiert. Der Leichnam wurde mittels DNA-Analyse als First Lieutenant Michael Joseph Blassie der US Air Force identifiziert, der am 11. Mai 1972 über Südvietnam abgeschossen worden war. Auf Veranlassung seiner Familie wurden seine sterblichen Überreste auf den Jefferson Barracks National Cemetery nahe St. Louis, Missouri, überführt, wo sie am 10. Juli desselben Jahres beigesetzt wurden. Das Grab des Unbekannten Soldaten des Vietnamkriegs steht seitdem leer und wird voraussichtlich nicht mehr belegt werden.
Seit April 1948 wird das Grabmal der Unbekannten von Soldaten des 3. US-Infanterieregiments bewacht. Aufgrund ihrer außergewöhnlichen Wachablösung trägt dieses Regiment den Beinamen „The Old Guard“ (dt. „Die alte Garde“).

### John F. Kennedy Eternal Flame

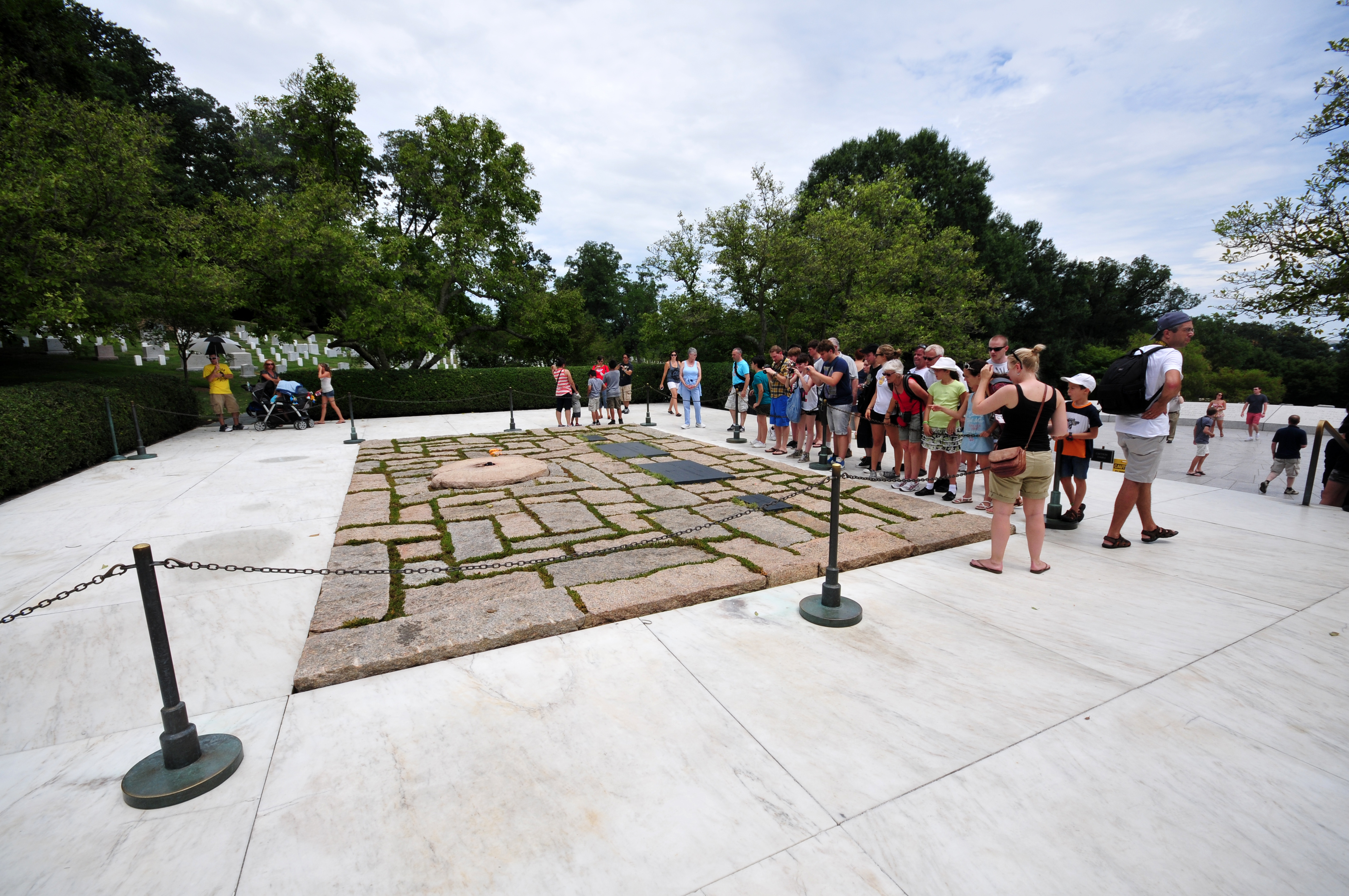
Stets zahlreiche Besucher

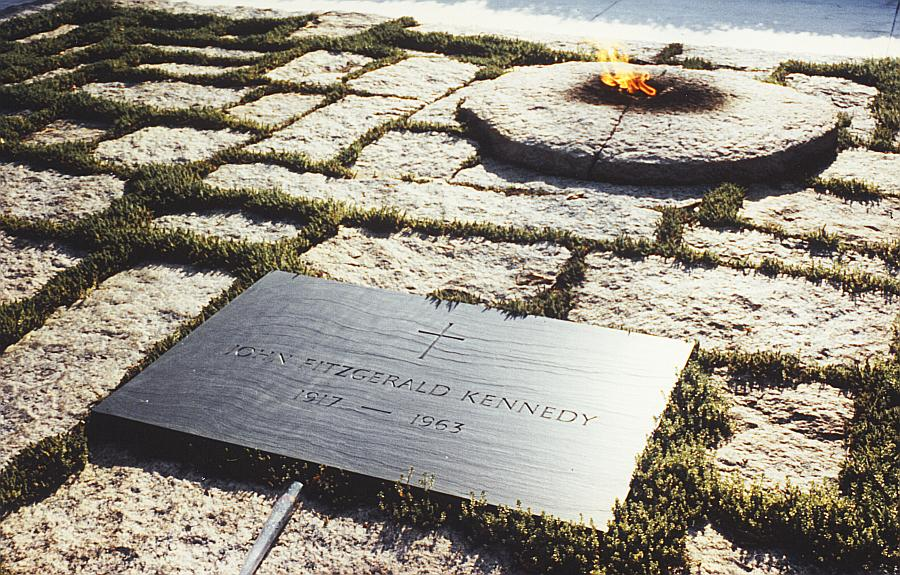
Die Ewige Flamme und Grabstein von John F. Kennedy

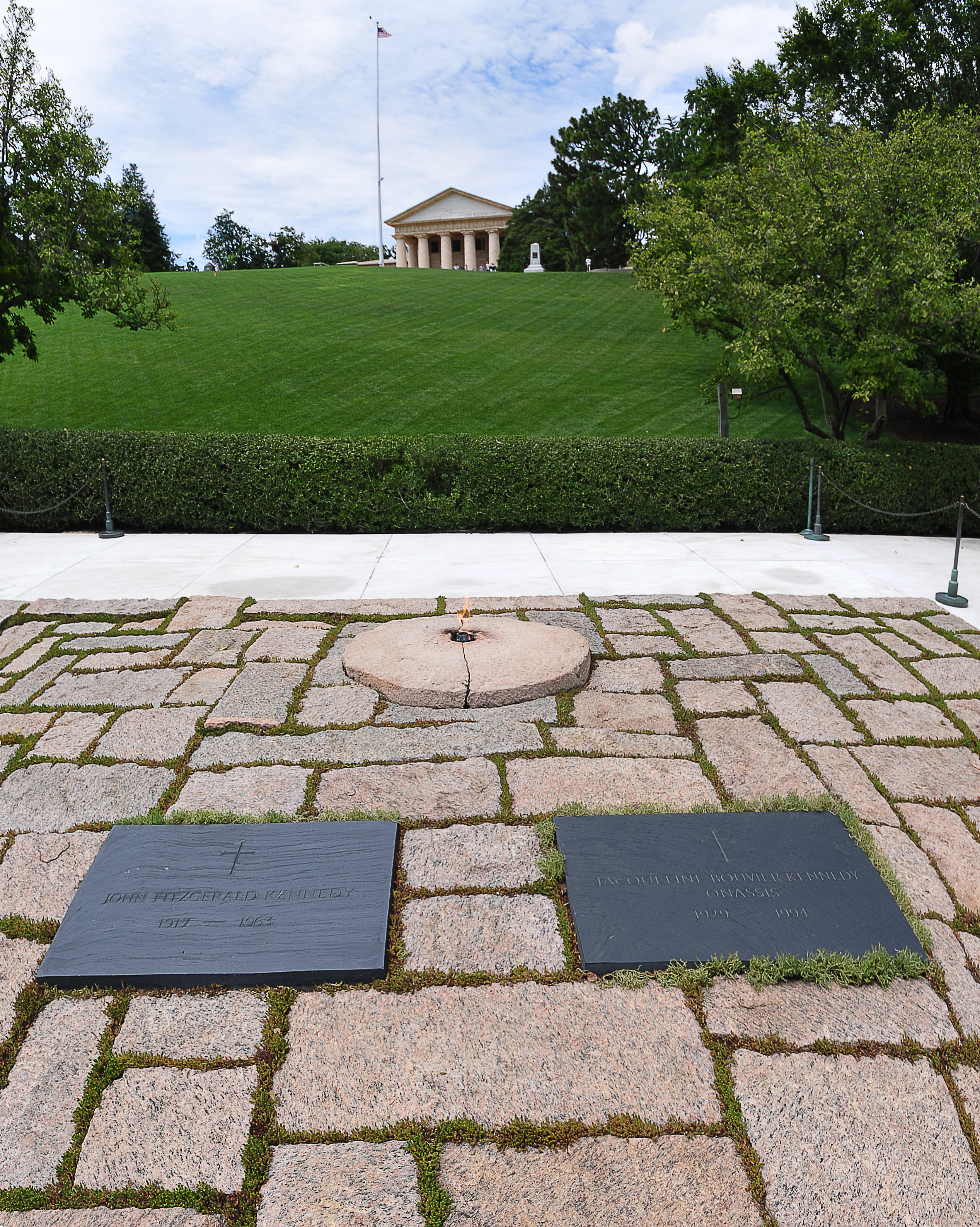
Umfeld des Kennedygrabes

Das Grab des am 22. November 1963 ermordeten 35. Präsidenten der USA, John F. Kennedy, befindet sich in einer Linie mit der über den Potomac River führenden Arlington Memorial Bridge und dem Lincoln Memorial. Die Idee für die Errichtung einer ewigen Flamme hatte die Witwe Jacqueline Kennedy nach der Aufbahrungszeremonie im Kapitol am 24. November, inspiriert vom Grabmal des Unbekannten Soldaten beim Pariser Triumphbogen. Die Planer des am nächsten Tag stattfindenden Begräbnisses kamen dieser Bitte nach und beauftragten das U.S. Army Corps of Engineers mit der Umsetzung. Über Nacht wurde eine provisorische Gasleitung von einem entfernten Propantank zum werdenden Grabmal gelegt, sodass die Flamme wenige Stunden später nach der Begräbniszeremonie von Jacqueline Kennedy entzündet werden konnte.
Soldaten des 3. US-Infanterieregiments „The Old Guard“ standen bis 1965 Wache bei der Grabstätte, die bis heute von Menschenscharen aufgesucht wird. Aus diesem Grund wurde 1967 eine ca. 1,3 ha große permanente Grabstätte mit gepflastertem Zugang eröffnet. Die Propangasleitung zur Befeuerung der ewigen Flamme wurde durch eine fixe Erdgasleitung ersetzt. Die Flamme selbst ruht auf einer runden Granitplatte mit einem Durchmesser von 1,5 m, die von mehreren unregelmäßigen Granitplatten aus einem Granitsteinbruch nahe Kennedys langjährigem Wohnort am Cape Cod umgeben ist. Auszüge seiner Amtsantrittsrede sind auf weißen Marmortafeln eingraviert. Um das Erlöschen der Flamme durch Witterungseinflüsse zu verhindern, ist ein Gerät angebracht, das einen permanenten Zündfunken erzeugt und durch Zuführung von Sauerstoff das Rußen der Flamme verhindert.
Am 23. Mai 1994 wurde Jacqueline Bouvier Kennedy Onassis neben ihrem Ehemann bestattet. Deren frühzeitig verstorbene Kinder Arabella Kennedy (*/† 23. August 1956) und Patrick Bouvier Kennedy (* 7. August 1963; † 9. August 1963) wurden bereits wenige Wochen nach Kennedys Tod exhumiert und bei ihrem Vater beigesetzt. Die letzte Ruhestätte von JFKs 1968 erschossenem Bruder Robert „Bobby“ Kennedy liegt nahe der seines Bruders, ebenso wie das Grab des 2009 verstorbenen jüngsten Bruders Edward „Ted“ Kennedy.

### USS Maine Mast Memorial

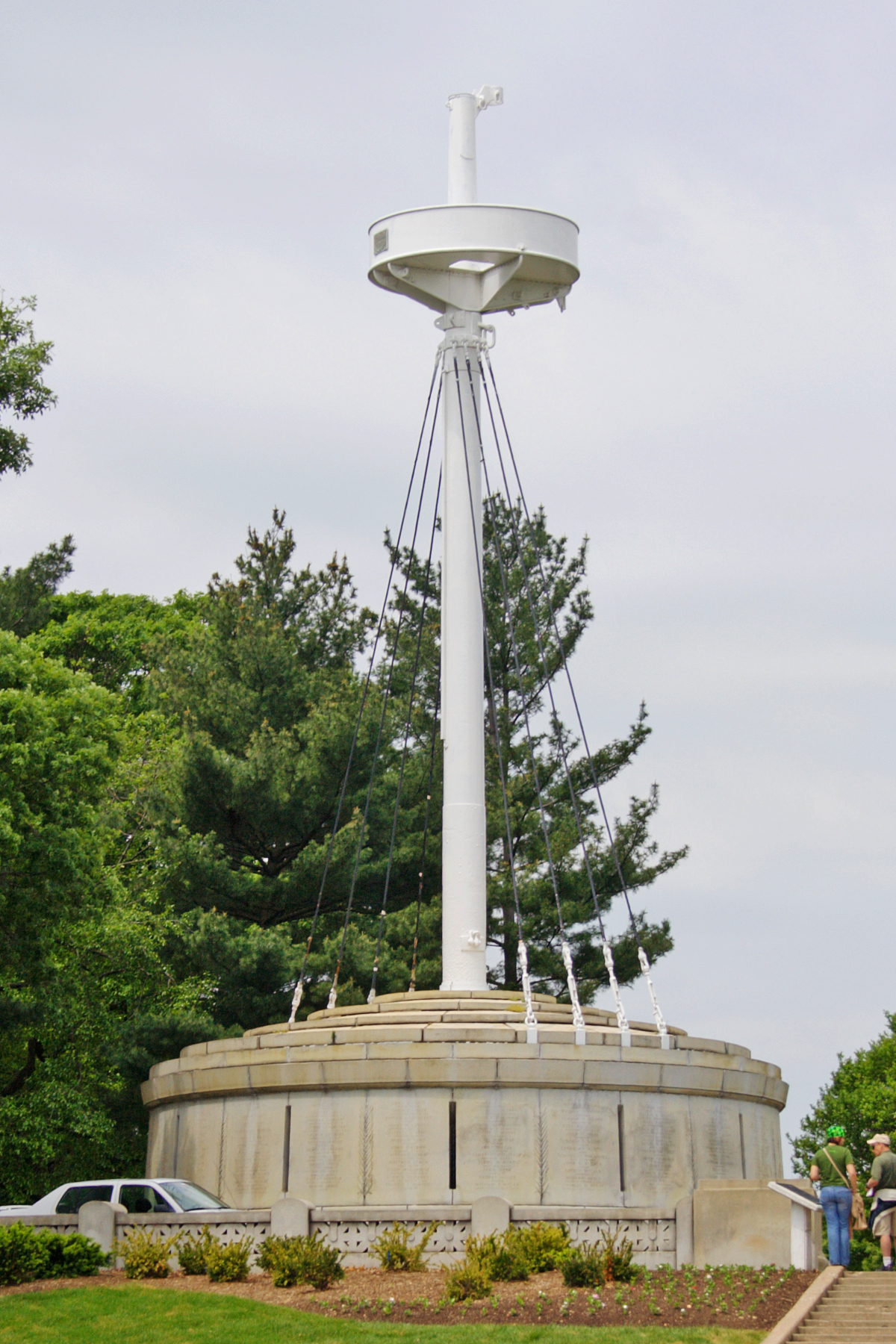
„Remembering the Maine“

Dieses Mahnmal gedenkt 264 von 266 Seeleuten, die bei einer Explosion an Bord des im Hafen von Havanna, Spanisch-Kuba, ankernden Schlachtschiffs Maine am 15. Februar 1898 ums Leben kamen. Aufgrund der damaligen angespannten politischen Verhältnisse zwischen den Vereinigten Staaten und dem Königreich Spanien bezüglich der Kuba-Frage wurde dieses Ereignis durch die amerikanische Presse als spanischer Angriff aufgeputscht („Remember the Maine“), sodass der Spanisch-Amerikanische Krieg ausbrach.
Das Monument wurde am 17. Jahrestag dieses Vorfalls eingeweiht und kostete ca. 56.000 Dollar. Die Basis des Bauwerks ist dem Geschützturm der Maine nachempfunden und misst im Durchmesser etwa zehn Meter. Die ungefähr einen Meter dicken Granitwände bilden einen über zwei Meter hohen Raum, der durch elf kleine Fenster mit Tageslicht ausgeleuchtet wird und durch zwei bronzene Türen zugänglich ist. Bei der äußeren Tür handelt es sich um eine Gitterbauweise, während auf der inneren soliden Tür eine Hälfte der originalen Schiffsglocke angeschweißt ist, die den Schriftzug „USS MAINE, Navy Yard, New York, 1894“ trägt. Beiderseits des Eingangs steht je eine auf einem kleinen Podest ruhende Urne auf einem dreibeinigen Stativ mit einer Gesamthöhe von knapp 1,5 m. In die Außenfassade sind 23 Steintafeln eingearbeitet, die die Namen der Opfer tragen. Oberhalb der Tür ist folgende Inschrift eingraviert:
| ERECTED IN MEMORY OF THE OFFICERS AND MEN WHO LOST THEIR LIVES IN THE DESTRUCTION OF THE USS MAINE AT HAVANA, CUBA, FEBRUARY FIFTEENTH MDCCCXCVIII | Errichtet zum Andenken an die Offiziere und Männer, die während der Zerstörung der USS Maine am 15. Februar 1898 in Havanna, Kuba, ihr Leben ließen. |

Auf der steinernen Basis ist der originale Hauptmast der Maine angebracht. Der ebenfalls erhaltene Kreuzmast befindet sich heute in der US Naval Academy in Annapolis, Maryland. Von den Gefallenen der Maine sind 229 Mann nahe dem Denkmal beigesetzt worden. Das Maine Mast Memorial war während des Zweiten Weltkrieges vorläufige Ruhestätte zweier im Exil verstorbener ausländischer Staatsoberhäupter. Der Leichnam des philippinischen Staatspräsidenten Manuel Quezon († 1. August 1944) wurde nach dem Krieg in seine Heimat überführt, während der des polnischen Ministerpräsidenten Ignacy Jan Paderewski († 29. Juni 1941) erst nach dem Zerfall des Eisernen Vorhangs, und zwar am 3. Juli 1992 in Warschau zur letzten Ruhe gebettet werden konnte.

### Arlington Memorial Amphitheater

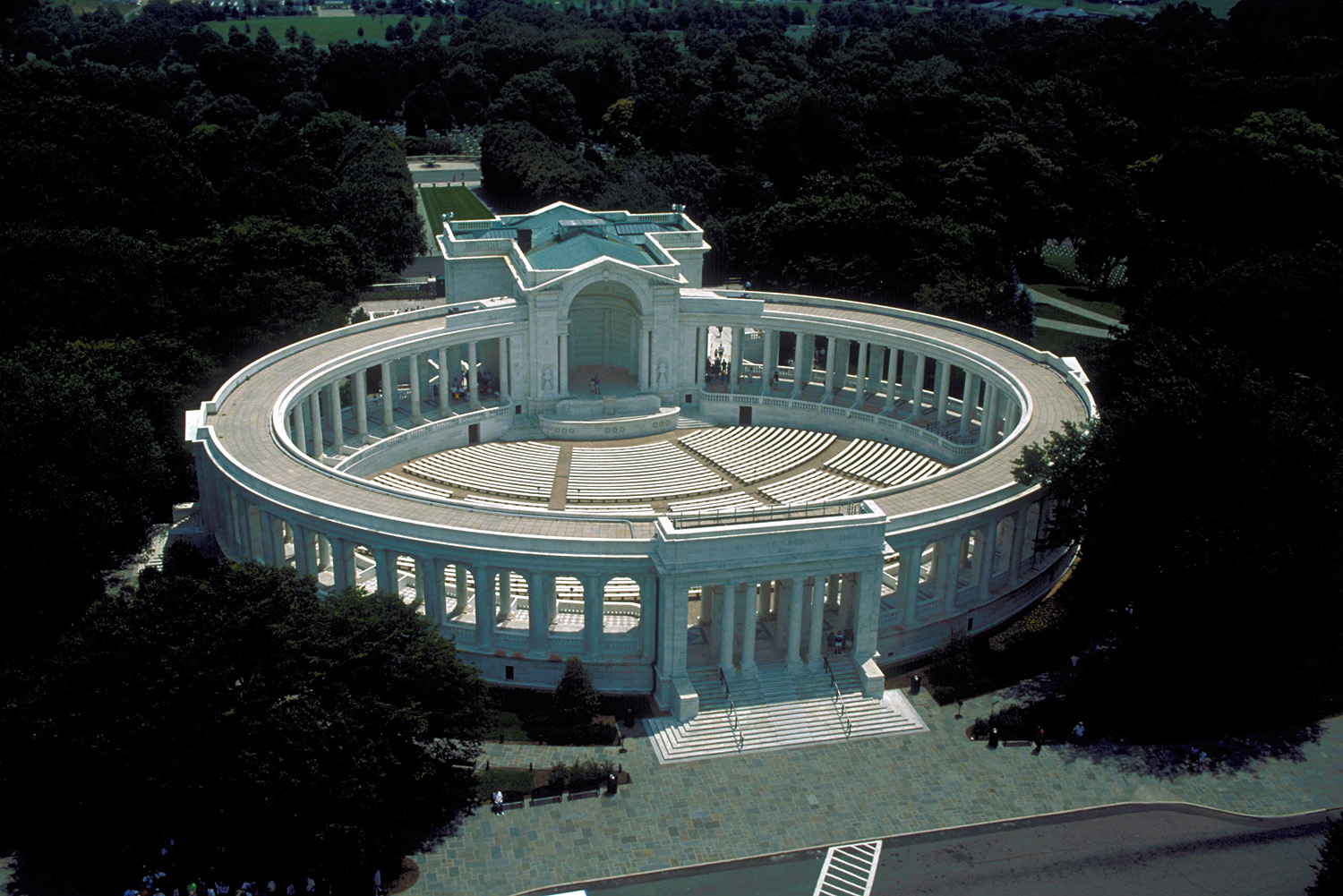
Die äußere Fassade des Arlington Memorial Amphitheater ist dem Vorbild römischer Amphitheater nachempfunden. Die aus weißem Marmor gefertigten Säulen entsprechen der toskanischen Ordnung.

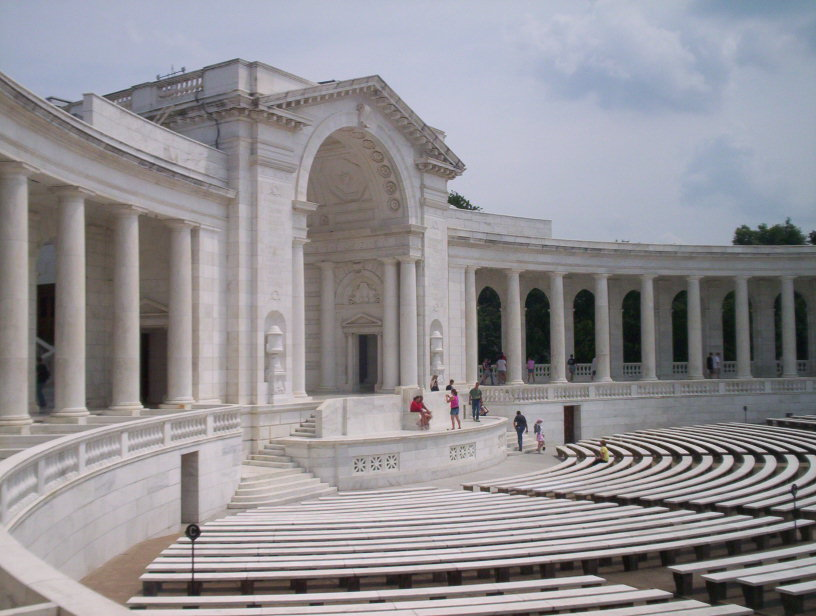
Innenansicht der Arena mit Blick auf das Podium

Das Arlington Memorial Amphitheater beherbergt das Grabmal der Unbekannten und ist vor allem am Memorial- und Veterans Day Schauplatz diverser Gedenkzeremonien, an denen jährlich ca. 5000 Menschen teilnehmen. An dieser Stätte fanden auch Staatsbegräbnisse berühmter Amerikaner statt, wie zum Beispiel von General of the Armies John „Black Jack“ Pershing, General of the Air Force Henry „Hap“ Arnold und fünf Opfern der Terroranschläge des 11. September.
Dieses Bauwerk besteht überwiegend aus dem sogenannten Imperial Danby-Marmor aus dem Bundesstaat Vermont. Das zwischen der Arena und dem Grabmal der Unbekannten befindliche Memorial Display Room beherbergt zahlreiche Gedenktafeln und wurde aus importiertem Botticino-Kalkstein gebaut. Unter dem Podium ist eine kleine Kapelle untergebracht. Im oberhalb des Säulengangs befindlichen Fries sind die Namen von 44 Schlachten eingraviert, in denen Soldaten der Vereinigten Staaten seit dem Unabhängigkeitskrieg bis zum Spanisch-Amerikanischen Krieg gekämpft hatten. Zusätzlich sind je 14 Generale und Admirale aus der Zeit vor dem Ersten Weltkrieg beiderseits des Podiums verewigt.

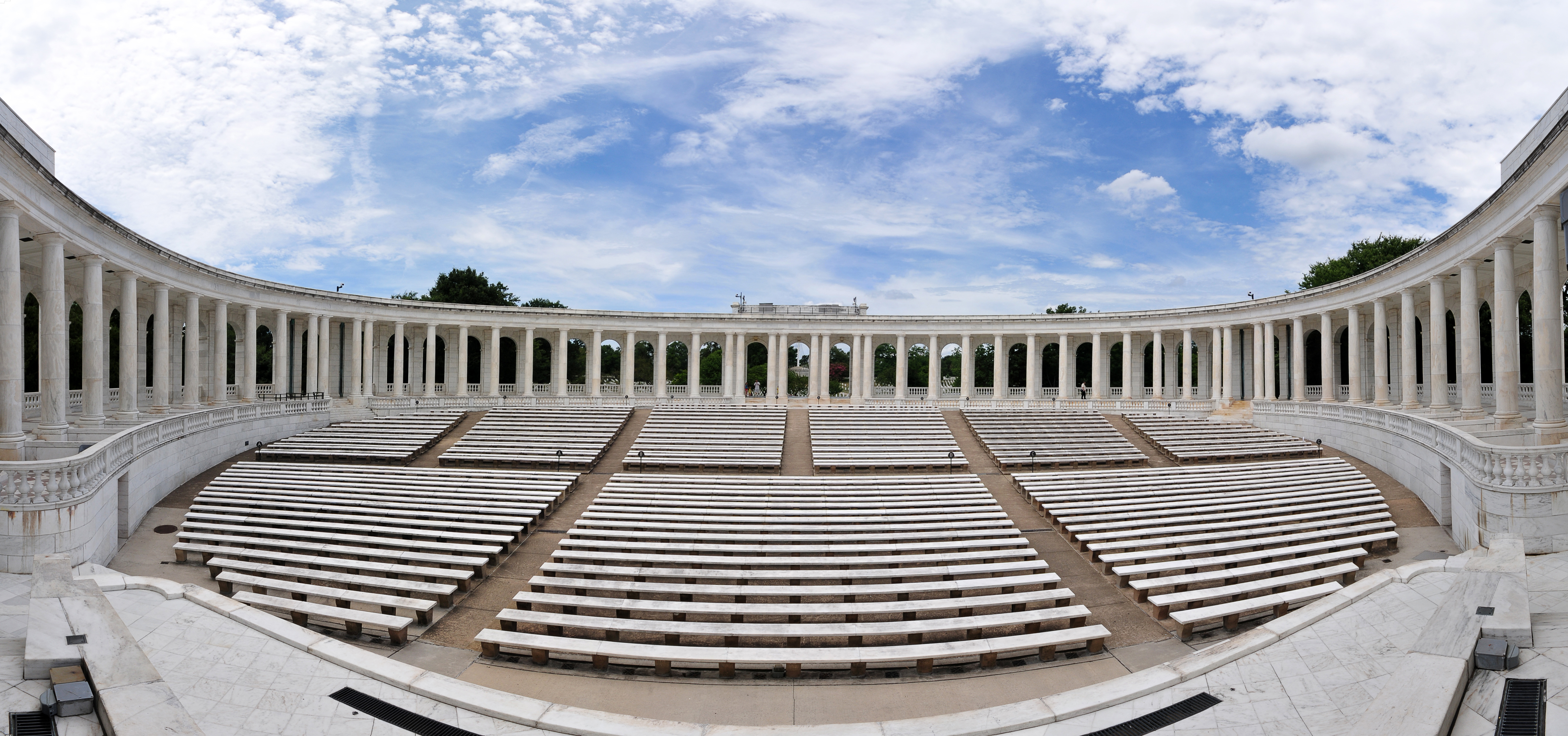
Innenpanorama

Dieses Bauwerk ist den Bemühungen von Richter Ivory Kimball (1843–1916) zu verdanken, der sich jahrelang für eine Gedächtnisstätte einsetzte, um den Soldaten der Vereinigten Staaten die Ehre zu erweisen. Kimball war Präsident der örtlichen Landesfraktion der Grand Army of the Republic, einer Vereinigung ehemaliger Unionsarmeeveteranen des Sezessionskrieges. Der Kongress der Vereinigten Staaten genehmigte das Bauvorhaben am 4. März 1913. Die Grundsteinlegung erfolgte zwei Jahre später am 15. Oktober durch den damaligen Präsidenten Woodrow Wilson. Zu den 15 als Zeitkapsel eingebrachten Objekten zählen u. a. die Bibel und eine Kopie der Verfassung.
Bevor das Amphitheater 1921 fertiggestellt wurde, fanden die bisherigen Anlässe im Old Amphitheater statt, das am Decoration Day (heute Memorial Day) am 30. Mai 1868 auf Initiative von General John Logan im ehemaligen Ziergarten von Robert E. Lee errichtet wurde. Zu den ersten Rednern an diesem Tag zählte u. a. der spätere Präsident James Garfield.
Die Baustruktur besteht aus einem runden Säulengang mit einem gitterartigen Dach, das ursprünglich mit Ranken von Weinreben bewachsen war, vergleichbar einer Pergola. Im ca. 1500 Personen fassenden Auditorium selbst steht ein marmornes Podest, in dem das Nationalmotto E pluribus unum eingraviert ist.

### Confederate Memorial

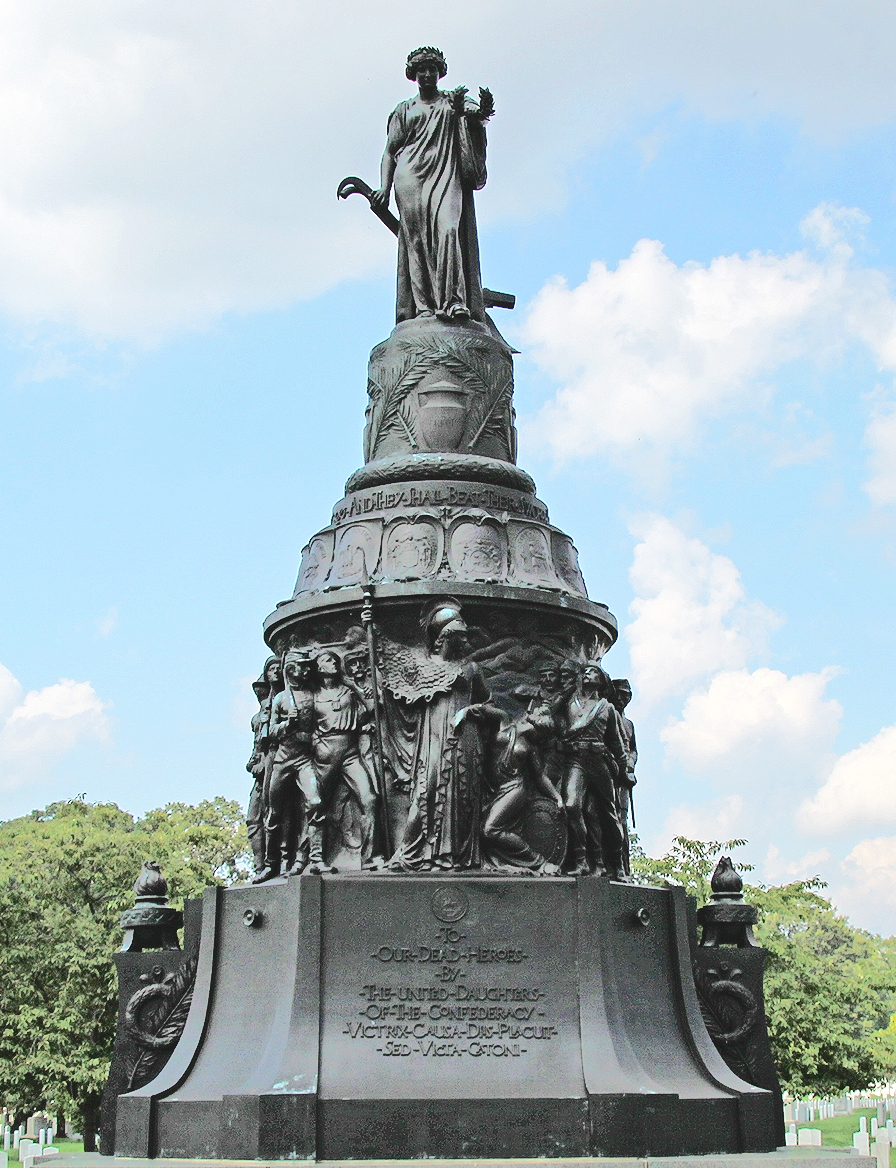
Confederate Memorial, Denkmal für die Gefallenen der Südstaaten

Der Nationalfriedhof Arlington entstand nach dem Sezessionskrieg als Begräbnis- und Gedenkstätte der Nordstaaten. Für die dort ebenfalls begrabenen Südstaaten-Gefallenen gab es kein Ehrenmal und kein offizielles Gedenken. Erst gegen Ende des 19. Jahrhunderts und in der Folge des gemeinsamen Kampfes im Spanisch-Amerikanischen Krieg kam es zu einer Einstellungsänderung. Im Jahr 1900 beschloss der Kongress die Einrichtung einer Confederate Section auf dem Nationalfriedhof. Das zentrale Monument entwarf der renommierte Bildhauer und konföderierte Bürgerkriegsveteran Moses Jacob Ezekiel; es wurde am 4. Juni 1914 enthüllt. Die Hauptfigur des Denkmals ist eine junge Frau als Personifikation des „Südens“, darunter die umlaufende Inschrift And they shall beat their swords into plow shares and their spears into pruning hooks (Mi 4,3 ). Die Figur steht auf einem Postament mit den Wappen der Südstaaten, Gottheiten, Soldatenfiguren und Szenen, die die Kriegsfolgen für die Zivilbevölkerung illustrieren. Unter der Widmungsinschrift der United Daughters of the Confederacy steht das lateinische Motto Victrix causa deis placuit, sed victa Catoni.

### Weitere Grab- und Denkmäler

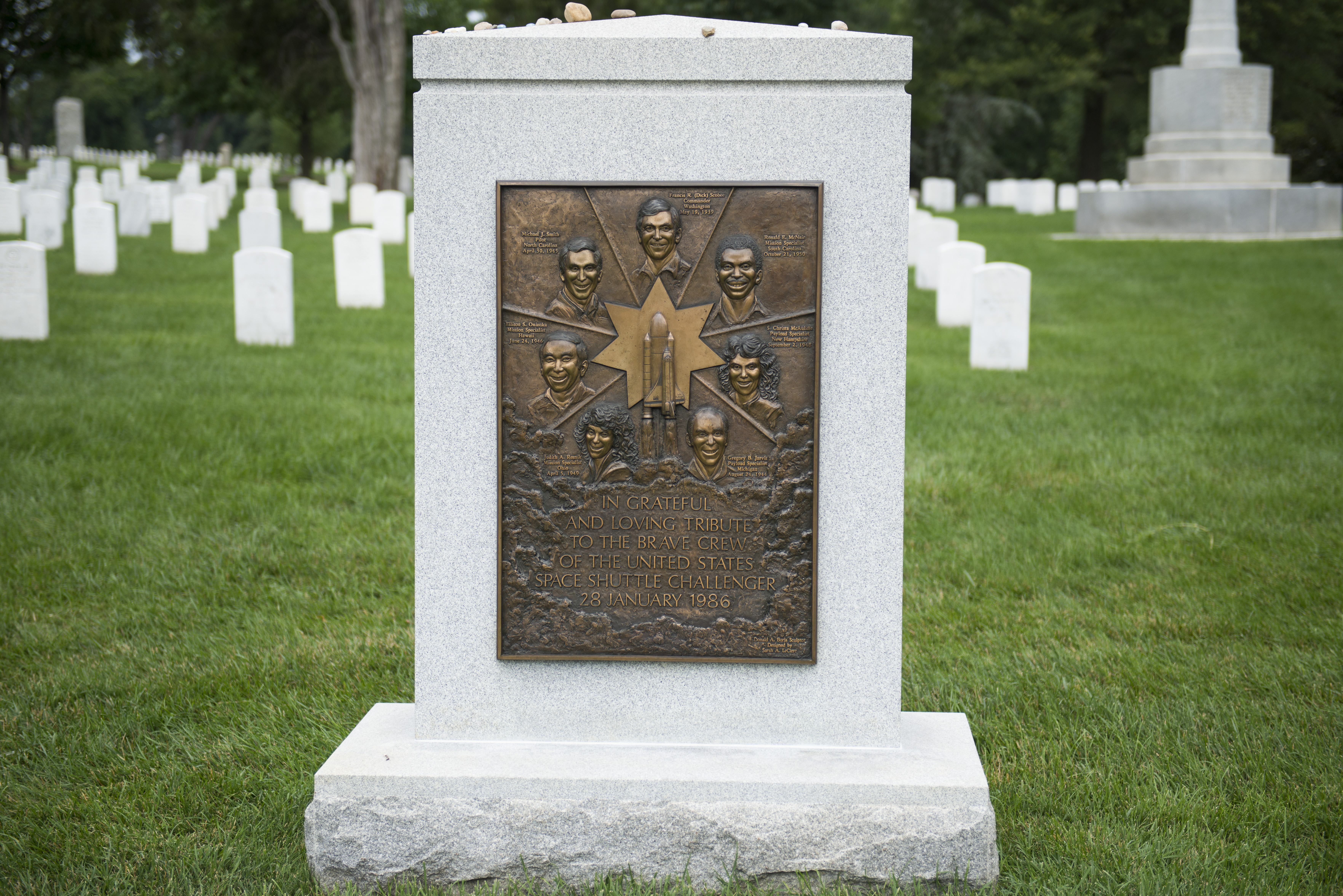
Kenotaph zu Ehren der Besatzung des Space Shuttle Challenger

Das Space Shuttle Challenger Memorial wurde am 12. Juni 1986 vom 99. Kongress der Vereinigten Staaten in Auftrag gegeben, um die sieben am 28. Januar 1986 bei der Explosion des Shuttles Challenger ums Leben gekommenen Besatzungsmitglieder zu ehren. Ende März desselben Jahres wurde das Monument mit einer Zeremonie eingeweiht. Von den sieben Astronauten wurden der Kommandant Dick Scobee und der Pilot Michael Smith in unmittelbarer Nähe des Monuments beigesetzt. Die nicht identifizierten Leichenteile der Besatzungsmitglieder fanden unter dem massiven weißen Marmorblock ihre letzte Ruhe. Er ist auf seiner Vorderseite mit einer bronzenen Tafel versehen, welche die Namen und Gesichter der Verunglückten enthält. Die Rückseite ziert das eingravierte Gedicht High Flight von John Gillespie Magee. Ein ähnliches Denkmal wurde für die Anfang Februar 2003 verunglückte Columbia-Crew errichtet. Von deren Besatzung wurden die sterblichen Überreste der Astronauten Laurel Clark, David Brown und Michael Anderson in Arlington beigesetzt.
Auf einem flachen Hügel südlich von Arlington House mit Blick auf das Washington Monument und das Kapitol am Ostufer des Potomac wird mit einem marmornen Denkmal an Pierre Charles L’Enfant erinnert. Der gebürtige Franzose war der Planer der Hauptstadt Washington, D.C.
Auf dem gesamten Friedhof gibt es nur zwei Mausoleen. Sie gehören den Familien von General Nelson Appleton Miles und Thomas Crook Sullivan.
Der Pan Am Flight 103 Memorial Cairn oder Lockerbie Cairn wurde 1995 vom damaligen Präsidenten Bill Clinton eingeweiht. Dieser aus 270 Blöcken roten schottischen Sandsteins bestehende Turm erinnert an die Opfer des Lockerbie-Anschlags, bei dem am 21. Dezember 1988 alle 259 Insassen einer Boeing 747 der Pan Am und elf Personen am Boden starben, nachdem libysche Terroristen über der schottischen Kleinstadt Lockerbie eine Bombe an Bord zündeten. Bis zu den Terroranschlägen vom 11. September war dies mit 189 US-amerikanischen Opfern der schwerste Terroranschlag gegen Bürger der Vereinigten Staaten.
Das in den 1990er Jahren errichtete Third Infantry Division Monument gedenkt der über 10.000 Soldaten der 3. US-Infanteriedivision, die während beider Weltkriege und während des Koreakrieges im Kampf fielen oder seitdem vermisst sind.

## Persönlichkeiten, die in Arlington bestattet wurden

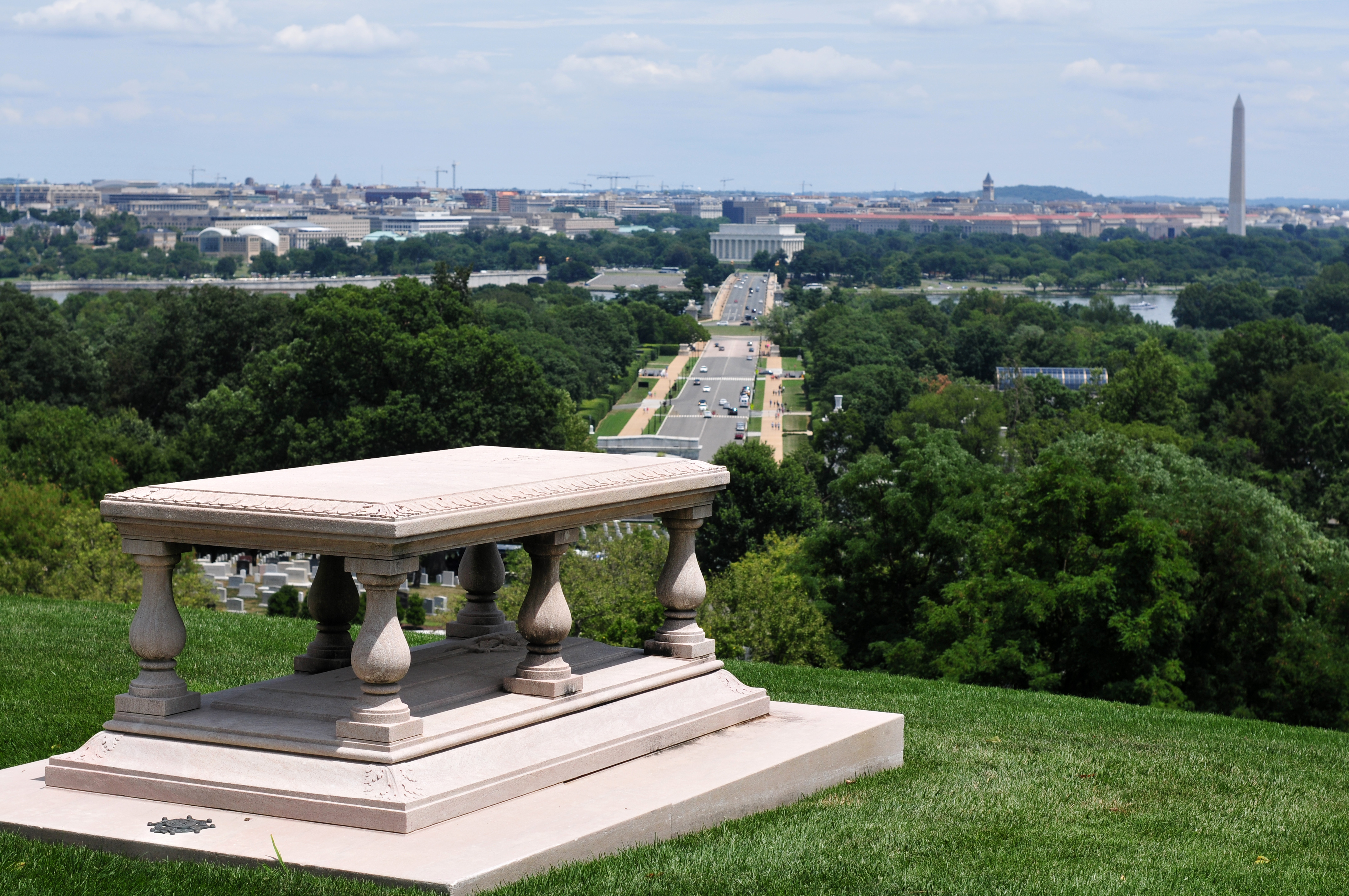
Grab von Pierre L’Enfant, dem Stadtplaner von Washington, D.C.

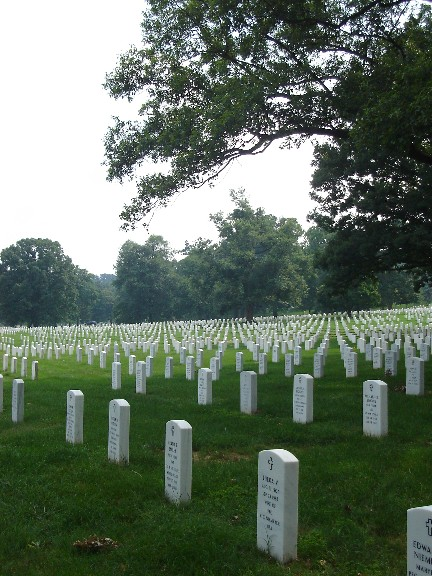
Gräber auf dem Arlingtoner Nationalfriedhof

Bis Mai 2006 wurden 367 mit der Medal of Honor ausgezeichnete Soldaten auf dem Nationalfriedhof Arlington beigesetzt, von denen neun kanadische Staatsbürger waren.
Zu den bekannteren Militärs zählen u. a. der erste Vorsitzende der Joint Chiefs of Staff Omar Bradley (1893–1981), James Doolittle (1896–1993), bekannt durch den so genannten „Doolittle Raid“, der bekannte Admiral im Pazifikkrieg William F. Halsey (1882–1959), John „Black Jack“ Pershing (1860–1948), dem ranghöchsten US-Offizier in japanischer Kriegsgefangenschaft Jonathan Wainwright (1883–1953) sowie „Slew“ McCain (1884–1945) und John Sidney McCain junior (1911–1981), Großvater und Vater des ehemaligen republikanischen Präsidentschaftskandidaten John McCain. Die 1994 verunglückte erste weibliche Kampfpilotin der US Navy Kara Spears Hultgreen (1965–1994) wurde ebenfalls in Arlington beigesetzt.
Einige der Bestatteten waren neben ihrer militärischen Karriere auch auf anderen Gebieten bekannt, darunter der mehrfache Medaillengewinner bei Olympischen Sommerspielen Willis A. Lee (1888–1945), der Filmschauspieler Audie Murphy (1925–1971), der Irakkrieg-Kritiker David Haskell Hackworth (1930–2005), der durch den sogenannten „Marshallplan“ bekannte ehemalige Außenminister und Friedensnobelpreisträger George C. Marshall (1880–1959) und der Krimiautor Dashiell Hammett (1894–1961).
Mit dem unumstrittenen Schwergewichts-Boxweltmeister von 1937 bis 1949 Joe Louis (1914–1981) oder dem Erfinder und Unternehmer George Westinghouse (1846–1914) sind zudem auch bekannte Persönlichkeiten bestattet, die keine militärische Karriere verfolgt hatten.
Außer den Veteranen wurden auf dem Arlington-Friedhof auch bekannte Politiker bestattet, darunter der 27. Präsident William Howard Taft (1857–1930), Außenminister John Foster Dulles (1888–1959) sowie der 35. Präsident John F. Kennedy (1917–1963) neben seiner Frau Jackie Kennedy (1929–1994) und seinen Brüdern, Senator und Justizminister Robert F. Kennedy (1925–1968) und Senator Edward Kennedy (1932–2009).
Die bei der Apollo 1-Katastrophe ums Leben gekommenen NASA-Astronauten Virgil Grissom (1926–1967) und Roger Bruce Chaffee (1935–1967) fanden hier ihre letzte Ruhe.
Neben US-Amerikanern wurde auch Ausländern die Ehre zuteil, in Arlington beigesetzt zu werden. Zu den bekannteren zählen der Franzose Pierre Charles L’Enfant (1754–1825) und der britische Major General Orde Charles Wingate (1903–1944).

## Netherlands Carillon

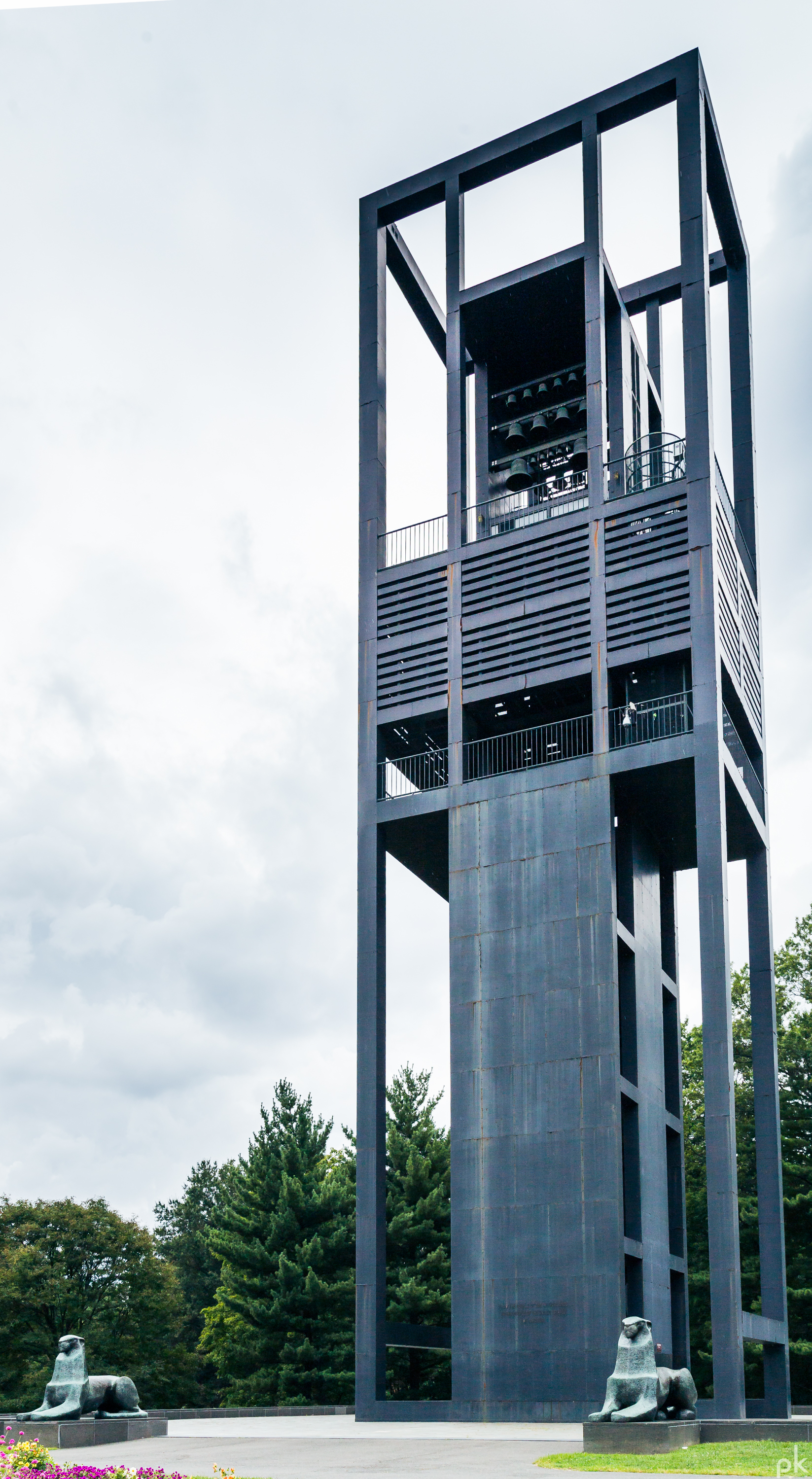
Carillon-Turm

Dieser Carillon war 1954 ein Geschenk der niederländischen Bevölkerung an die Vereinigten Staaten, in Dankbarkeit für die Hilfe während und nach dem Zweiten Weltkrieg. Der ursprünglich mit 49 Glocken versehene Turm stand zuerst im West Potomac Park bevor er 1960 an seine heutige Position unweit des United States Marine Corps War Memorial platziert wurde. Die 50. Glocke wurde am 5. Mai 1995 anlässlich des 50. Jahrestages der Befreiung der Niederlande von der nationalsozialistischen Herrschaft ergänzt.
Im Zuge einer Renovierung in den Jahren 2019–2021 wurden drei weitere Glocken der Glockengießerei Royal Eijsbouts in den Turm eingebaut. Sie wurden anlässlich des 75. Friedensjubiläums geschaffen und nach drei US-amerikanischen Persönlichkeiten benannt, die während und nach dem Zweiten Weltkrieg Bedeutung auch für die Niederlande hatten: Namensgeber sind General George C. Marshall (Marshall Plan), Dr. Martin Luther King Jr. (Bürgerrechte) und Eleanor Roosevelt (Soziale Gerechtigkeit, Menschenrechte).
Der von Joost Boks kreierte Glockenturm ist eine 40 m hohe, mit Stahlplatten verstärkte, offene Stahlkonstruktion mit einer Grundfläche von ca. 7,6 × 11 m. Eine Treppe führt auf eine in ca. 25 m Höhe befindliche Aussichtsplattform, auf welcher der durch Glaswände abgesperrte Spieltisch des Glockenspiels steht.
Die 50 bronzenen Glocken haben eine Gesamtmasse von ca. 28 t, wobei die größte mit einem Durchmesser von über 2 m alleine 5,7 t wiegt, während die kleinste mit nur 20 cm im Durchmesser lediglich 16 kg auf die Waage bringt. Das Bauwerk steht flankiert durch zwei bronzene Löwen, auf einen 800 m² großen mit Quarzit gepflasterten Platz, der mit einer Lavasteinmauer umgeben ist. Die nähere Umgebung ist mit Tausenden von Tulpen bepflanzt.
Jede Glocke ist besonders gestaltet bzw. besonders einer bestimmten politischen oder gesellschaftlichen Gruppe in den Niederlanden gewidmet. Die kleinsten Glocken (mit den höchsten Tönen) sind z. B. der „Jugend“ gewidmet; andere sind z. B. jeweils einem der Niederländischen Übersee-Gebiete bzw. jeweils einer der niederländischen Provinzen bzw. bestimmten Berufen gewidmet. Außerdem sind die Glocken mit Randverzierungen und Inschriften versehen.
Das Glockenspiel spielt jede volle Stunde den sogenannten Westminster Chimes und zweimal täglich patriotische amerikanische Musik. Am 5. Mai, am 4. Juli, dem Unabhängigkeitstag, am 2. September und an Thanksgiving ertönt dem Anlass entsprechende Musik. In den Sommermonaten ist der Netherlands Carillon Veranstaltungsort zahlreicher Konzerte und Vorträge.

## Filme
- Die letzte Ehre. Friedhof Arlington. Gezeigt am 13. Mai 2013, 21:00–21:45 Uhr in Phoenix. (Entstehung, Begräbniszeremonie).
- In der Serie Designated Survivor spielt eine Szene auf dem Friedhof.